# Trest smrti v Somálsku
Trest smrti v Somálsku je legální forma trestu. V souladu se somálským trestním zákoníkem z roku 1962 a vojenským trestním zákoníkem je legální formou popravy zastřelení popravčí četou. Souběžně s občanským právem se v zemi uplatňuje i právo šaría a islámské tribunály. Ty mohou nařídit i jinou formu popravy, jako je ukamenování nebo stětí. Od začátku 21. století jsou však tyto formy popravy uplatňovány ad hoc bez oficiálního rozsudku. Jsou dílem povstaleckých milicí. Tuto situaci umožňuje nestabilní vláda a probíhající občanská válka. Řada těchto mimosoudních poprav porušila legální zásady práva šaría a jejich taktickým cílem pravděpodobně je podněcovat strach mezi civilisty. Jak oficiální, tak mimosoudní popravy jsou v Somálsku často veřejné.

## 21. století
V roce 2011 byli prozatímní federální vládou popraveni tři vojáci za vraždu. V roce 2012 nechala prozatímní federální vláda popravit pět lidí. Další osobu popravily orgány autonomního státu Puntland. Za nástupnické federální vlády Somálska byl v roce 2013 veřejně zastřelen další voják. Ten byl odsouzen vojenským soudem za zastřelení studenta. Byl jedním z 34 lidí popravených v roce 2013 v Somálsku. V návaznosti na vysoký počet poprav nevládní nezisková organizace Human Rights Watch v roce 2014 poznamenala, že nejen roste počet hromadných poprav, ale že vojenské soudy v nepřiměřené míře řeší záležitosti, které jsou mimo jejich jurisdikci. V roce 2015 počet vykonaných rozsudků trestu smrti opět vzrostl. V roce 2016 bylo vykonáno nejméně čtrnáct poprav. V roce 2017 bylo popraveno nejméně 24 lidí. Tuto skutečnost lidskoprávní organizace připisovaly především vojenským soudům a povstalecké džihádistické skupině Aš-Šabáb. Evropská unie v této souvislosti vyzvala Somálsko, aby zavedlo moratorium na trest smrti.
Cornellovo centrum zveřejnilo přibližné počty poprav z let 2018 až 2021, ke kterým došlo v Somálsku, včetně poloautonomního Puntlandu a neuznaného státu Somaliland. Není ovšem jisté, že byly všechny vykonané popravy zaznamenány či zveřejněny. V roce 2018 bylo vykonáno nejméně třináct rozsudků smrti. Několik z nich bylo veřejných. V roce 2019 bylo vykonáno třináct rozsudků smrti, z nichž k pěti došlo v Puntlandu. V roce 2020 je zaznamenáno dvacet poprav. Pět z nich provedla somálská vláda, Puntland popravil tři lidi. V Somalilandu bylo popraveno dvanáct lidí. V roce 2021 bylo celkem popraveno 22 lidí. Většina z nich byla popravena v Puntlandu, jeden člověk pak v Jubalandu.